# Макфеттеридж, Дэвид
Дэ́вид Макфе́ттеридж (англ. David McFetteridge) — шотландский футболист, нападающий.

## Футбольная карьера
С 1891 по 1893 год выступал за «Болтон Уондерерс» в Первом дивизионе. За два сезона провёл в клубе 27 матчей (25 — в лиге и 2 — в Кубке Англии) и забил 5 мячей (все — в лиге).
В 1893 году перешёл в шотландский клуб «Каулерс». Провёл за команду 25 матчей.
В августе 1894 года перешёл в клуб «Ньютон Хит» из Манчестера. Дебютировал в основном составе «язычников» 13 апреля 1895 года в матче против «Ньюкасл Юнайтед» на стадионе «Сент-Джеймс Парк», сыграв на позиции правого инсайда.
В феврале 1896 года Макфеттеридж перешёл в «Дерби Каунти». В сезоне 1896/97 выступал за «Стокпорт Каунти».